# Acetyltributylcitrat
Acetyltributylcitrat ist eine chemische Verbindung aus der Gruppe der Carbonsäureester.

## Gewinnung und Darstellung
Acetyltributylcitrat kann durch katalytische Synthese von Tributylcitrat mit Essigsäureanhydrid gewonnen werden.

## Eigenschaften
Acetyltributylcitrat ist eine brennbare, schwer entzündbare, farblose Flüssigkeit mit leicht süßlichem Geruch, die praktisch unlöslich in Wasser ist.

## Verwendung
Acetyltributylcitrat wird als biologisch unbedenklicher Weichmacher für PVC und andere Polymere als Ersatz für einige Anfang 2015 verbotenen Phthalate verwendet. Es kann insbesondere als Ersatz für DEHP und DINP eingesetzt werden. Laut Studien geht es nur sehr wenig von PVC-Folien in Nahrungsmittel über. Es geht jedoch von PVC-Plastikgeschirr in geringem Maße in Flüssigkeiten wie zum Beispiel Milch über. Die Verbindung wird auch als Weichmacher für das Copolymer PVDC/PVC verwendet. Im Kosmetikbereich wird es zur Herstellung von Nagellacken verwendet. Dabei reduziert Acetyltributylcitrat die Härte und damit die Sprödigkeit des Films und gibt dem Film mehr Elastizität. Weiterhin erleichtert Acetyltributylcitrat das Verdampfen der Lösungsmittel, z. B. Ethylacetat, im Nagellack.